# Lecanora californica
Lecanora californica är en lavart som beskrevs av Brodo. Lecanora californica ingår i släktet Lecanora och familjen Lecanoraceae.   Inga underarter finns listade i Catalogue of Life.